# Marina Deviàtova
Marina Vladímirovna Deviàtova, en rus Марина Владимировна Девятова (Moscou, 13 de desembre de 1983) és una artista russa. Va ser una de les finalistes en la tercera temporada al concurs Народный Артист (l'Artista del Poble), equivalent al concurs britànic Pop Idol. És germana del cantant Vladímir Sergéyevich Deviàtov.
Marina Devyatova néixer en una família d'artistes. El pare de Marina, intèrpret de cançons populars russes, va ser l'Artista del Poble Vladimir Deviatov. la seva mare fou coreògrafa. Des de petit, el seu pare li va ensenyar música i la seva mare va tractar d'inculcar-li l'amor per la música popular, així com les bandes com The Beatles i Deep Purple. A l'edat de tres anys ja era cantant i seguia el ritme.
El 1990, els seus pares van enviar-la a l'Escola de Música Dmitri Xostakóvitx, on va estudiar cant coral. El 1999, na Marina va entrar al Col·legi de Música d'Alfred Schnittke, al departament de la cançó popular, i el 2001 es va convertir en la guanyadora del concurs de cançons populars de la Federació Russa, que es va celebrar a la ciutat de Vorónej (Rússia).
Durant el quart any d'universitat, es va reunir amb el fundador i director artístic Artyom Vorobyov, qui la va animar a provar com a cantant en el conjunt "Indrikis", interpretat antigues cançons russes i eslaves. En el període 2003-2008 va estudiar a l'Acadèmia Russa de Música, a la Facultat de cançó popular i va participar en el Festival de Vítsiebsk, a Belarús.
L'any 2006 es va presentar a les proves del concurs l'Artista del Poble, i es va convertir en una de les finalistes del programa.
El 28 d'octubre del 2008, amb el suport del Ministeri de Cultura de la Federació Russa, va fer un concert dedicat a les tradicions i el folklore rus. El 17 de març de 2009 Marina Devyatova va cantar per a la Reina d'Anglaterra Isabel II a Londres en un acte organitzat pel Ministeri de Relacions Exteriors de la Federació Russa i l'Església Ortodoxa Russa. Marina també ha cantat per Vladímir Putin, Dmitri Medvédev, Nursultan Nazarbàiev i Moammar al-Gaddafi.
Al novembre de 2011, va presentar el seu nou disc titulat: "Sóc feliç".
Segons el diari "La Nit de Moscou", ha estat convidada a diferents països del món com ambaixadora de la cultura russa. Devyatova va participar en diverses ocasions al festival germano-rus de Berlín, i també va donar concerts en països com Itàlia, Estònia, Bulgària, els Estats Units, i a la Xina. Sovint actua amb grups d'infants.